# Кабрера, Давид (1945)
Дави́д Арно́льдо Кабре́ра Риве́ра (исп. David Arnoldo Cabrera Rivera; род. 12 сентября 1945, Санта-Ана) — сальвадорский футболист, игравший на позиции нападающего; участник чемпионата мира 1970 года. Один из лучших бомбардиров в истории сальвадорского футбола, на его счету более 240 голов в чемпионате страны.

## Биография

### Клубная карьера
Кабрера всю футбольную карьеру играл за «ФАС», в составе которого провёл 20 сезонов. В составе этого клуба Кабрера четыре раза становился чемпионом страны и обладателем Кубка чемпионов КОНКАКАФ 1979 года. Всего Кабрера сыграл за эту команду в чемпионате Сальвадора более 620 матчей и забил 242 гола, что является одним из рекордов по результативности в чемпионате страны.

### Карьера в сборной
Кабрера был в заявке сборной Сальвадора на чемпионате мира 1970 года, но на турнире на поле так и не вышел.

## Достижения

### Командные
«ФАС»
- Чемпион Сальвадора (4): 1977, 1978, 1981, 1984
- Победитель Лиги чемпионов КОНКАКАФ (1): 1979

### Личные
- Лучший бомбардир чемпионата Сальвадора (3): 1972 (15 голов), 1981 (20 голов), 1983 (16 голов)